# Megalariaceae
Megalariaceae Hafellner 1984 es una familia de líquenes crustáceos perteneciente al orden Lecanorales de distribución mundial. En Megalariaceae el alga que actúa como fotobionte posee morfología cocoide (células independientes, esferoidales, con una delgada pared celular y sin flagelos, pseudópodos o rizópodos).
Las especies pertenecientes a esta familia presentan reproducción asexual mediante soredios pero principalmente reproducción sexual mediante ascosporas producidas en apotecios.  Estos apotecios biatorinos presentan un margen talino muy desarrollado y formado por hifas del hongo que da lugar a un excípulo muy ancho. En su interior los parafisos están bien diferenciados de las ascas. Estas poseen pigmentos rojos y verdes y producen ascosporas septadas o aseptadas ovoidales con un diámetro mayor medio de 25 μm.